# Артемо-Растовка
Артемо-Растовка (укр. Артемо-Растівка) — село,
Мартыновский сельский совет,
Тростянецкий район,
Сумская область,
Украина.
Код КОАТУУ — 5925085002. Население по переписи 2001 года составляло 216 человек .

## Географическое положение
Село Артемо-Растовка находится у истоков реки Олешня,
ниже по течению примыкает село Золотаревка.
На реке несколько запруд.
Рядом проходит автомобильная дорога Т-1913.